# Oberramsern
Oberramsern es una localidad y antigua comuna suiza del cantón de Soleura, situada en el distrito de Bucheggberg, actualmente parte de la comuna de Messen. Limitaba al norte con las comunas de Lüterswil-Gächliwil y Aetigkofen, al este con Unterramsern, al sur con Mülchi (BE) y Messen; y al oeste con Balm bei Messen.
La comuna fue disuelta el 1 de enero de 2010 tras su fusión con las antiguas comunas de Balm bei Messen, Brunnenthal y Messen. Desde entonces es una localidad de la nueva comuna de Messen.